# Pont-à-Marcq
Pont-à-Marcq [pɔ̃t‿a maʁk] (flämisch: Pont de Marke) ist eine französische Stadt mit 3.054 Einwohnern (Stand: 1. Januar 2022) im Département Nord in der Region Hauts-de-France. Sie gehört zum Arrondissement Lille und zum Kanton Templeuve-en-Pévèle. Die Einwohner nennen sich Pontamarcquois(es).

## Geografie
Die Stadt Pont-à-Marcq liegt etwa 13 Kilometer südsüdöstlich von Lille am Fluss Marque. Umgeben wird Pont-à-Marcq von den Nachbargemeinden Ennevelin im Norden und Osten, Mérignies im Süden sowie Avelin im Westen und Nordwesten.
Durch die Gemeinde führen die frühere Route nationale 17 (heutige D917) und die frühere Route nationale 49.

## Einwohnerentwicklung
| Jahr                       | 1962 | 1968 | 1975 | 1982 | 1990 | 1999 | 2010 | 2020 |
| Einwohner                  | 1492 | 1486 | 1652 | 1940 | 1912 | 2115 | 2634 | 2924 |
| Quellen: Cassini und INSEE |      |      |      |      |      |      |      |      |

## Sehenswürdigkeiten

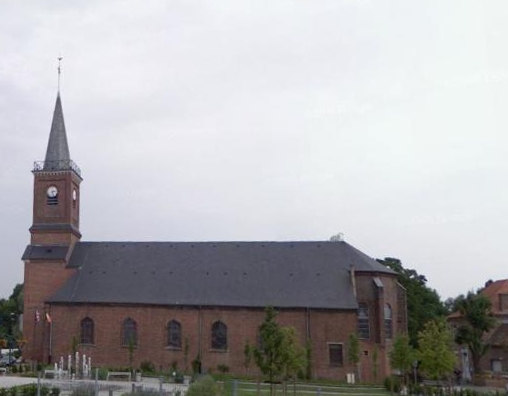
Kirche Saint-Quentin
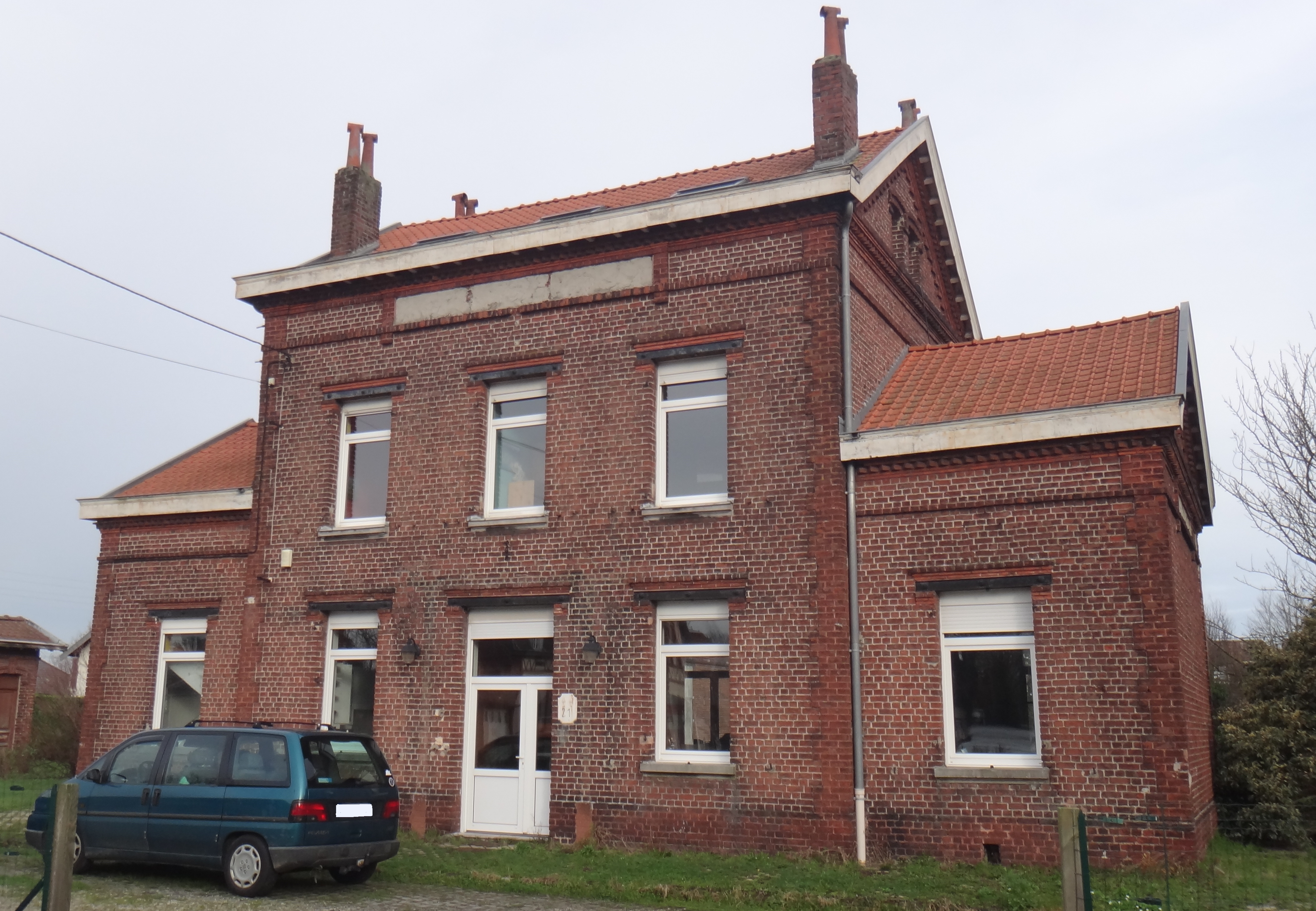
Ehemaliger Bahnhof

- Britischer Militärfriedhof aus dem Zweiten Weltkrieg
- Wasserturm

- Kirche Saint-Quentin
- Ehemaliger Bahnhof

## Persönlichkeiten
- Philippe-Laurent Roland (1746–1816), Bildhauer